# Campionato francese di scacchi
Il Campionato francese di scacchi (championnat d'échecs de France) è una competizione annuale volta a determinare il campione nazionale di scacchi della Francia.
Prima della formazione della Fédération Française des Échecs, avvenuta nel 1921, furono giocate cinque edizioni non ufficiali: le prime tre, tra il 1880 e il 1883, si svolsero al Café de la Régence di Parigi, mentre tra il 1903 e il 1914 si svolsero alcuni tornei detti Championnat de France des amateurs. Dal 1923 il torneo si è svolto regolarmente ogni anno, ad eccezione del 1939, 1944, 2020 e 2021. Nel 2022 l'evento si è svolto nel formato ad eliminazione diretta tra 16 giocatori.
Nel 2012 il titolo è stato assegnato ex aequo a Maxime Vachier-Lagrave, Romain Édouard Étienne Bacrot e Christian Bauer. 
Il giocatore che ha vinto più campionati è Étienne Bacrot, che ha conquistato (da solo o alla pari) otto titoli.

## Campionati non ufficiali
| Anno | Luogo    | Vincitore        |
| ---- | -------- | ---------------- |
| 1880 | Parigi   | Samuel Rosenthal |
| 1881 | Parigi   | Edward Chamier   |
| 1883 | Parigi   | Albert Clerc     |
| 1903 | Arcachon | Adolphe Silbert  |
| 1914 | Lione    | Alphonse Goetz   |

## Campionati ufficiali
| n°                  | Anno | Città                         | Vincitore                                                                 | Campionessa femminile        |
| ------------------- | ---- | ----------------------------- | ------------------------------------------------------------------------- | ---------------------------- |
| 1                   | 1923 | Parigi                        | Georges Renaud                                                            |                              |
| 2                   | 1924 | Strasburgo                    | Robert Crépeaux                                                           | 1.Marie Jeanne Frigard       |
| 3                   | 1925 | Nizza                         | Robert Crépeaux                                                           | 2.Marie Jeanne Frigard       |
| 4                   | 1926 | Biarritz                      | André Chéron                                                              | 3.Marie Jeanne Frigard       |
| 5                   | 1927 | Chamonix                      | André Chéron                                                              | 4.Marie Jeanne Frigard       |
| 6                   | 1928 | Marsiglia                     | Aimé Gibaud                                                               | 5.Jeanne d'Autremont         |
| 7                   | 1929 | Saint-Claude                  | André Chéron                                                              | 6.Jeanne d'Autremont         |
| 8                   | 1930 | Rouen                         | Aimé Gibaud                                                               |                              |
| 9                   | 1931 | Lilla                         | André Muffang                                                             | 7.Louise Pape                |
| 10                  | 1932 | La Baule-Escoublac            | Maurice Raizman                                                           | 8.Jeanne d'Autremont         |
| 11                  | 1933 | Sarreguemines                 | Aristide Gromer                                                           | 9.Paulette Schwartzmann      |
| 12                  | 1934 | Parigi                        | Victor Kahn                                                               | 10.Maud Flandin              |
| 13                  | 1935 | Saint-Alban-les-Eaux          | Aimé Gibaud                                                               | 11.Paulette Schwartzmann     |
| 14                  | 1936 | Parigi                        | Maurice Raizman                                                           | 12.Chantal Chaudé de Silans  |
| 15                  | 1937 | Tolosa                        | Aristide Gromer                                                           | 13.Anglés d'Auriac           |
| 16                  | 1938 | Nizza                         | Aristide Gromer                                                           | 14.Paulette Schwartzmann     |
| 1939: non disputato |      |                               |                                                                           |                              |
| 17                  | 1940 | Nizza                         | Aimé Gibaud                                                               |                              |
| 18                  | 1941 | Parigi                        | Robert Crépeaux                                                           | 15.Germaine Long             |
| 19                  | 1942 | Parigi                        | Roger Daniel                                                              | 16.Mme. Duval                |
| 20                  | 1943 | Pau                           | Louis Bigot                                                               | 17.Suzanne Dehelly           |
| 1944: non disputato |      |                               |                                                                           |                              |
| 21                  | 1945 | Roubaix                       | César Boutteville                                                         |                              |
| 22                  | 1946 | Bordeaux                      | Maurice Raizman                                                           |                              |
| 23                  | 1947 | Rouen                         | Maurice Raizman                                                           |                              |
| 24                  | 1948 | Parigi                        | Nicolas Rossolimo                                                         |                              |
| 25                  | 1949 | Besançon                      | Claude Hugot                                                              |                              |
| 26                  | 1950 | Aix-en-Provence               | César Boutteville                                                         |                              |
| 27                  | 1951 | Vichy                         | Maurice Raizman                                                           |                              |
| 28                  | 1952 | Charleville                   | Maurice Raizman                                                           |                              |
| 29                  | 1953 | Parigi                        | Savielly Tartakower                                                       |                              |
| 30                  | 1954 | Marsiglia                     | César Boutteville                                                         |                              |
| 31                  | 1955 | Tolosa                        | César Boutteville                                                         | 18.Henriette Vazeille        |
| 32                  | 1956 | Vittel                        | Pierre Rolland                                                            | 19.Isabelle Choko            |
| 33                  | 1957 | Bordeaux                      | Wolf Bergraser                                                            | 20.Henriette Vazeille        |
| 34                  | 1958 | Le Touquet-Paris-Plage        | Claude Lemoine                                                            |                              |
| 35                  | 1959 | Reims                         | César Boutteville                                                         |                              |
| 36                  | 1961 | Parigi                        | Guy Mazzoni                                                               |                              |
| 37                  | 1962 | Parigi                        | André Thiellement                                                         |                              |
| 38                  | 1963 | Parigi                        | André Thiellement                                                         |                              |
| 39                  | 1964 | Montpellier                   | Michel Roos                                                               |                              |
| 40                  | 1965 | Dunkerque                     | Guy Mazzoni                                                               |                              |
| 41                  | 1966 | Grenoble                      | Wolf Bergraser                                                            |                              |
| 42                  | 1967 | Dieppe                        | César Boutteville                                                         |                              |
| 43                  | 1968 | Charbonnières-les-Bains       | Jean-Claude Letzelter                                                     |                              |
| 44                  | 1969 | Pau                           | Jacques Planté                                                            |                              |
| 45                  | 1970 | Mulhouse                      | Jacques Maclès                                                            |                              |
| 46                  | 1971 | Mérignac (Gironda)            | Jean-Claude Letzelter                                                     |                              |
| 47                  | 1972 | Rosny-sous-Bois               | Aldo Haïk                                                                 |                              |
| 48                  | 1973 | Vittel                        | Michel Benoit                                                             |                              |
| 49                  | 1974 | Chambéry                      | Jean-Claude Letzelter                                                     |                              |
| 50                  | 1975 | Digione                       | Miodrag Todorcevic                                                        | 21.Milinka Merlini           |
| 51                  | 1976 | Saint-Jean-de-Monts           | François Chevaldonnet                                                     | 22.Milinka Merlini           |
| 52                  | 1977 | Le Touquet-Paris-Plage        | Louis Roos                                                                | 23.Milinka Merlini           |
| 53                  | 1978 | Castelnaudary                 | Nicolas Giffard                                                           | 24.Milinka Merlini           |
| 54                  | 1979 | Courchevel                    | Bachar Kouatly                                                            | 25.Monique Ruck              |
| 55                  | 1980 | Puteaux                       | Jean-Luc Seret                                                            | 26.MIlinka Merlini           |
| 56                  | 1981 | Vitrolles (Bocche del Rodano) | Jean-Luc Seret                                                            | 27.Josiane Legendre          |
| 57                  | 1982 | Schiltigheim                  | Nicolas Giffard                                                           | 28.Martine Dubois            |
| 58                  | 1983 | Belfort                       | Aldo Haïk                                                                 | 29.Julia Lebel Arias         |
| 59                  | 1984 | Alès                          | Jean-Luc Seret                                                            | 30.Isabelle Kientler         |
| 60                  | 1985 | Clermont-Ferrand              | Jean-Luc Seret                                                            | 31.Christine Leroy           |
| 61                  | 1986 | Épinal                        | Gilles Mirallès                                                           | 32.Julia Lebel Arias         |
| 62                  | 1987 | Rouen                         | Christophe Bernard                                                        | 33.Sabine Fruteau            |
| 63                  | 1988 | Val Thorens                   | Gilles Andruet                                                            |                              |
| 64                  | 1989 | Épinal                        | Gilles Mirallès                                                           | 34.Sabine Fruteau            |
| 65                  | 1990 | Angers                        | Marc Santo-Roman                                                          | 35.Julia Lebel Arias         |
| 66                  | 1991 | Montpellier                   | Marc Santo-Roman                                                          | 36.Christine Flear           |
| 67                  | 1992 | Strasburgo                    | Manuel Apicella                                                           | 37.Claire Gervais            |
| 68                  | 1993 | Nantes                        | Emmanuel Bricard                                                          | 38.Claire Gervais            |
| 69                  | 1994 | Chambéry                      | Marc Santo-Roman                                                          | 39.Christine Flear           |
| 70                  | 1995 | Tolosa                        | Eric Prié                                                                 | 40.Raphaélle Bujisho         |
| 71                  | 1996 | Auxerre                       | Christian Bauer                                                           | 41.Claire Gervais            |
| 72                  | 1997 | Narbona                       | Anatoly Vaisser                                                           | 42.Malina Nicoara            |
| 73                  | 1998 | Méribel                       | Josif Dorfman                                                             | 43.Christine Flear           |
| 74                  | 1999 | Besançon                      | Étienne Bacrot                                                            | 44.Christine Flear           |
| 75                  | 2000 | Vichy                         | Étienne Bacrot                                                            | 45.Marie Sebag               |
| 76                  | 2001 | Marsiglia                     | Étienne Bacrot                                                            | 46.Maria Leconte             |
| 77                  | 2002 | Val-d'Isère                   | Étienne Bacrot                                                            | 47.Marie Sebag               |
| 78                  | 2003 | Aix-les-Bains                 | Étienne Bacrot                                                            | 48.Sophie Milliet            |
| 79                  | 2004 | Val-d'Isère                   | Joël Lautier                                                              | 49.Almira Skripchenko        |
| 80                  | 2005 | Chartres                      | Joël Lautier                                                              | 50.Almira Skripchenko        |
| 81                  | 2006 | Besançon                      | Vladislav Tkachiev                                                        | 51.Almira Skripchenko        |
| 82                  | 2007 | Aix-les-Bains                 | Maxime Vachier-Lagrave                                                    | 52.Silvia Collas             |
| 83                  | 2008 | Pau                           | Étienne Bacrot                                                            | 53.Sophie Milliet            |
| 84                  | 2009 | Nîmes                         | Vladislav Tkachiev                                                        | 54.Sophie Milliet            |
| 85                  | 2010 | Belfort                       | Laurent Fressinet[1]                                                      | 55.Almira Skripchenko        |
| 86                  | 2011 | Caen                          | Maxime Vachier-Lagrave                                                    | 56.Sophie Milliet            |
| 87                  | 2012 | Pau                           | Maxime Vachier-Lagrave Romain Édouard, Étienne Bacrot, Christian Bauer[2] | 57.Almira Skripchenko        |
| 88                  | 2013 | Nancy                         | Hicham Hamdouchi                                                          | 58.Nino Maisuradze           |
| 89                  | 2014 | Nancy                         | Laurent Fressinet                                                         | 59.Nino Maisuradze           |
| 90                  | 2015 | San Quintino                  | Christian Bauer[3]                                                        | 60.Almira Skripchenko        |
| 91                  | 2016 | Agen                          | Matthieu Cornette[4]                                                      | 61.Sophie Milliet            |
| 92                  | 2017 | Agen                          | Étienne Bacrot[5]                                                         | 62.Sophie Milliet            |
| 93                  | 2018 | Nîmes                         | Tigran Gharamian[6]                                                       | 63.Pauline Guichard          |
| 94                  | 2019 | Chartres                      | Maxime Lagarde                                                            | 64.Pauline Guichard          |
| 2020: non disputato |      |                               |                                                                           |                              |
| 2021: non disputato |      |                               |                                                                           |                              |
| 95                  | 2022 | Albi                          | Jules Moussard[7]                                                         | 65.Almira Skripchenko        |
| 96                  | 2023 | Alpe d'Huez                   | Yannick Gozzoli                                                           | 66.Mitra Hejazipar           |
| 97                  | 2024 | Alpe d'Huez                   | Jules Moussard[8]                                                         | 67.Deimante Daulyte-Cornette |

### Classifica per numero di vittorie
Sono indicati i giocatori che hanno ottenuto due o più vittorie.
| Giocatore | N° vittorie |
| --- | ----------- |
| Étienne Bacrot | 8           |
| César Boutteville, Maurice Raizman | 6           |
| Aimé Gibaud, Jean-Luc Seret | 4           |
| André Chéron, Robert Crépeaux, Aristide Gromer, Jean-Claude Letzelter Marc Santo-Roman Maxime Vachier-Lagrave, Christian Bauer                                               | 3           |
| Wolf Bergraser, Nicolas Giffard, Aldo Haïk, Joël Lautier, Guy Mazzoni Gilles Mirallès, Michel Roos, André Thiellement, Vladislav Tkachiev, Laurent Fressinet, Jules Moussard | 2           |

## Campionato francese di scacchi per corrispondenza
La Fédération Française des Échecs (FFE) (Federazione scacchistica francese) creò la sezione scacchi per corrispondenza nel 1921. Nel 1929 organizzò il primo campionato francese di scacchi per corrispondenza che fu vinto da Amédée Gibaud.
Dopo una ristrutturazione nel 1937 nacque l'Association des joueurs d'echecs par correspondance (AJEC) 

### Vincitori
Fonte:
- Amédée Gibaud (1929-1931)
- Amédée Gibaud (1931-1932)
- Amédée Gibaud (1932-1933)
- Pierre Bos (1934-1935)
- Paul Evrard (1936-1937)
- Louis Joinaux (1937-1938)
- Adolphe Viaud (1938-1939)
- Roger Daniel (1941-1942)
- Louis Bigot (1942-1943)
- Georges Renaud (1944-1945)
- Louis Bigot (1945-1946)
- Henri Pinson (1946-1947)
- Henri Pinson (1947-1948)
- Henri Pinson (1948-1949)
- Henri Evrard (1949-1950)
- René Pillon (1950-1951)
- Volf Bergraser (1951-1952)
- Volf Bergraser (1952-1953)
- Volf Bergraser (1953-1954)
- André Sansas (1954-1955)
- Lucien Guillard (1955-1956)
- Michel Roos (1956-1957)
- Henri Sapin (1957-1958)
- Gabriel Javelle (1958-1959)
- Jacques Jaudran (1959-1960)
- Gabriel Javelle (1960-1961)
- Jean Leplay (1961-1962)
- C. Cormier (1962-1963)
- Jean Leplay (1963-1964)
- Roger Le Cuichaoua (1964-1965)
- Raymond Rusinek (1965-1966)
- Théo Barchschmidt (1966-1967)
- Robert Dubois (1967-1968)
- Marcel Roque (1968-1969)
- Roger Gastine (1969-1970)
- Jean Gonzalez-Gil (1970-1971)
- Henri Pinson (1971-1972)
- Jacques Lemaire (1972-1973)
- Alain Dulhauste (1973-1974)
- Gerard Talvard (1974-1975)
- Alain Biaux (1975-1976)
- Marcel Roque (1976-1977)
- Richard Goldenberg (1977-1978)
- Jean-Marc Masurel (1978-1979)
- Patrice Belluire (1979-1980)
- Edmond Stawiarsky (1980-1981)
- Francis Farcy (1981-1982)
- Christian Delmas (1982-1983)
- Claude Jean (1983-1984)
- Jacques Derondier (1984-1985)
- Jean-Louis Carniol (1986-1987)
- Eric Boulard (1987-1988)
- Laurent Pécot (1988-1989)
- Emmanuel Daillet (1989-1990)
- Roger Druon (1990-1991)
- Claude Jean (1991-1992)
- Daniel Baron (1992-1993)
- Brice Boissel (1993-1994)
- Patrick Spitz (1994-1995)
- Christophe Léotard (1995-1996)
- Christophe Léotard (1996-1997)
- Christophe Léotard (1997-1998)
- Eric Ruch (1998-1999)
- Jean-Charles Horchman (1999-2000)
- Bruno Dieu (2000-2001)
- Eric Gorge (2001-2002)
- Eric Gorge (2002)
- Robert Serradimigni (2003)
- Philippe Chopin (2004)
- Jean-Marie Barré (2995)
- Patrick Thirion (2006)
- Xavier Pichelin (2007)
- Christophe Jaulneau (2008)
- Philippe Tombette (2009)
- Claude Oger (2010)
- David Roubaud (2011)
- Pascal Roques (2012)
- Xavier Merrheim (2013)
- David Roubaud (2014)
- Laurent Nouveau (2015)
- Gilles Hervet (2016)
- Alexandre Duchardt (2017)
- Brice Fonteneau (2018)
- Alexandre Duchardt (2019)
- Bernard Garau (2020)
- Marc Schaub (2021)
- Stéphane Renard (2022)